# 光岡・ヌエラ6-02ワゴン
ヌエラ6-02ワゴン（Nouera 6-02 Wagon ）は、光岡自動車が販売していたクラシックテイストのステーションワゴンである。

## 年表
- 2008年7月 - 光岡・ヌエラ6-02(ヌエラ6-02セダン)のワゴン版としてまたトヨタ・カローラフィールダーの姉妹車として販売される。
- 2008年10月 - 特別仕様車「ナビエディション」発売(20台限定)。15LX、15STをベースにパナソニック製HDDナビゲーションシステムを装備。
- 2010年5月 - 仕様変更。「18LX」の搭載エンジンが2ZR-FEからバルブマチック仕様の2ZR-FAEへ変更される。
- 2012年5月 - モデル廃止。

## グレード展開
最上級グレードの「18LX」、中級グレードの「15LX」、最廉価グレードの「15ST」で構成されている。5速MTはFFにしかなく、また1,800ccモデルには設定されていない。

## ボディカラー
- ブラックマイカ
- スーパーホワイトII
- カッパーメタリック
- ダークブルーマイカ
- ライトブルーマイカメタリック
- シルバーメタリック
- レッドマイカメタリック

※2008年当時

## 車名の由来
「ニューエラ」（New era）つまり「新時代」という英語から来ている。